# 西武第二球場
西武第二球場（せいぶだいにきゅうじょう）は、埼玉県所沢市にある野球場で、NPBの埼玉西武ライオンズが練習場や二軍の本拠地として使用している。一軍本拠地である西武ドーム（ベルーナドーム）とは狭山スキー場を挟んで隣接しており、球団の親会社である西武鉄道が運営管理業務を担っている。
株式会社スマイルランド（中古車買取･販売店「CAR3219」の埼玉県内におけるフランチャイジー企業）が2019年11月19日付で本球場の施設命名権を取得しており、CAR3219フィールド（カーミニークフィールド）の呼称が優先して使用される。

## 歴史・特徴
1979年に、西武ライオンズ球場（現在のベルーナドーム）と合わせて完成。フィールドは両翼95m、中堅120mで西武ライオンズ球場と同じサイズだった。西武ライオンズ球場が1997年シーズン中からのドーム化工事によってフィールドを両翼100m、中堅122mに拡張したことに伴って、本球場も同年に外野の面積を拡大した。
イースタン・リーグの公式戦、教育リーグ、春季・秋季のチーム練習やキャンプに加えて、一軍公式戦の試合前にも選手（主にバッテリー陣）が練習で使用することが多く、ファンも見学でよく訪れている。後述する改修工事に着手するまでは、西武球団の室内練習場や、球団合宿所の「若獅子寮」が外野の後方に設けられていた。もっとも、当時の本球場にはスタンドが無く、ベンチについてもバックネット裏、三塁側ベンチの上、スコアボードの横、ブルペンの横などに数脚置いていただけに過ぎなかった。このような環境から、実際には外周での立ち見で済ませる客や、バックネット裏や三塁側の高台の上、外野場外の芝生に座って観戦する客が多かった。
なお、2007年からは一般客による三塁側高台への立ち入りを禁止。翌2008年からは、西武の二軍が主催する試合で西武が使用するベンチを、一塁側から三塁側に変更している。二軍が本拠地での主催試合で三塁側のベンチを使用するNPB球団は、北海道日本ハムファイターズ、千葉ロッテマリーンズ、阪神タイガース、広島東洋カープに次いで5球団目である。なお、西武は2009年から、一軍本拠地である西武ドームでも主催試合で使用するベンチを三塁側に定めている。
通常のイースタン・リーグ公式戦（西武主管試合）では100 - 200人程度の観衆にとどまっているが、2015年9月22日開催の対楽天戦では、2,002人もの観衆を集めた。1990年代の後半から一軍でエースに君臨していた西口文也による現役最終登板の可能性があったことによる
もので、西口は実際に先発投手として3回を投げた後に、翌23日に現役引退を発表した。
なお、ベルーナドームや本球場などがある球団の敷地内には、1980年に西武第三球場を開設。2003年限りで閉鎖された後は、観客用の駐車場などに転用されている。

### 2017年から2021年までの改修工事
西武球団では、「埼玉西武ライオンズ」の創設40周年（2018年）を控えていた2017年11月15日に、40周年記念事業の一環でメットライフドーム（メットライフ生命との命名権契約による当時の名称）エリアの改修計画（総工費約180億円）を発表した。2021年までの5ヶ年にわたる計画で、創設当時から使用している当球場・室内練習場および、創設2年目の1980年から使用してきた平屋建ての（初代）若獅子寮も「チーム／育成の強化に向けた改修」の対象に含まれていた。
上記の計画によれば、若獅子寮と室内練習場を移設・新築したうえで、両施設の跡地に当球場のブルペン、スタンド、観客席、サブグラウンドを設置。若獅子寮と室内練習場の移設先については、第三球場の跡地（現在のC駐車場）も候補に挙げられていたが、計画では本球場のライト側場外（B駐車場の敷地内）に定められた。
実際には、2018年のNPBレギュラーシーズン中から、B駐車場の一角で室内練習場付きの新しい（第2代）若獅子寮の建設に着手。2019年シーズン中の7月9日から、新しい室内練習場（ライオンズトレーニングセンター）と若獅子寮の稼働を開始した。
トレーニングセンターは、NPBの12球団が保有する室内練習場としては最大級の面積の敷地（50メートル×50メートル）に、5ヶ所のブルペンレーンと4ヶ所のバッティングレーンを併設。従来は不可能だった投球練習と打撃練習の同時進行にも対応させているほか、ファンが練習を見学できる「ファンデッキ」を室内、本球場への動線（ライオンズロード）を外周に設けている。さらに、新しい若獅子寮と1階で直結。埼玉西武ライオンズ・レディース（西武球団の支援・公認によって2020年1月16日に結成が発表された女子硬式野球クラブチーム）が活動を開始する同年4月1日以降は、トレーニングセンターを同チームの練習でも使用している。
第2代若獅子寮は4階建てで、選手が1人で居住する部屋（1人部屋）を4階に28室確保。温浴施設、トレーニングルーム（1階）、ロッカー（2階）、食堂やミーティングルーム（3階）を設けたほか、NPB球団関連の施設では初めて、MLB仕様のロッカーを所属選手の人数分導入した。
本球場については、メイングラウンドの内野スタンド、内野ベンチ、スコアボード、時計を2019年10月21日から2020年6月30日まで順次改修。スコアボードにフルカラーLED式のアストロビジョンを組み込んだほか、バックネット裏に240席分の観客席、男性用と女性用のトイレを新設した。また、初代の若獅子寮と室内練習場を2019年8月から順次解体したうえで、解体後の敷地に5レーン分のブルペンとサブグラウンドを整備。なお、改修にともない両翼99m、中堅119mとサイズがわずかに縮小された。2020年7月3日には、全ての工事を完了したことが発表された。
ちなみに、2020年のイースタン・リーグ公式戦では、改修が完了するまで西武主管の試合を相手チームの二軍本拠地で開催していた。また、改修前の本球場では同リーグの西武主管試合にも無料で入場できたが、改修で新たに設けられた観客席は指定席のみで構成されている。このような事情から、西武球団では改修の完了を機に、主管試合を本球場で開催するたびに指定席のチケットを有料で販売。観戦の希望者には、指定席チケットの購入と入場時の提示を求めている。

### 命名権契約に伴う「CAR3219フィールド」への改称（2020年3月 - ）
西武球団は2019年11月19日に、株式会社スマイルランドとの間で、本球場の施設命名権スポンサー契約を締結。この契約に沿って、2020年3月1日から5年間は、名称を「CAR3219フィールド」に改めている。「CAR3219」を「カーミニーク」と読ませることから、契約期間中には、「カーミニーク」という略称も併用している。
2020年7月15日には、改修および「CAR3219フィールド」への改称後最初の試合として、イースタン・リーグの公式戦（西武対読売ジャイアンツ）を開催した。ただし、2020年の初頭から日本国内で新型コロナウイルスへの感染が拡大していることを踏まえて、同年中の公式戦は（当球場での開催分を含めて）全て無観客で実施された。
2020年10月30日には、イースタン・リーグの西武対巨人戦を、西武・高橋朋己投手の引退試合として開催した。高橋は左肩を痛めて2019年シーズンから育成選手として西武と契約していたが、支配下登録選手時代の2010年代中盤にクローザーとして一軍で活躍したことを背景に、育成選手としては異例の引退試合が実現した。
2025年3月1日に株式会社スマイルランドが施設命名権契約の基本的事項に引き続き合意し、5年契約を再度結んだことが発表された。

## 施設概要
- 両翼：99m、中堅：119m
- 内野：クレー舗装、外野：天然芝
- スコアボード：パネル式（イニングスコアのみ掲示、2019年10月下旬解体）→大型映像装置（フルカラーLED式、2020年7月完成）
- 照明設備：なし
- 収容人員：300人（座席数は240席）

## 命名権
命名権による名称の変遷
- CAR3219フィールド（2020年3月1日 - 2030年2月28日予定）

## 交通
- 西武狭山線・西武山口線　西武球場前駅から徒歩5分